# Гильом Бюзак

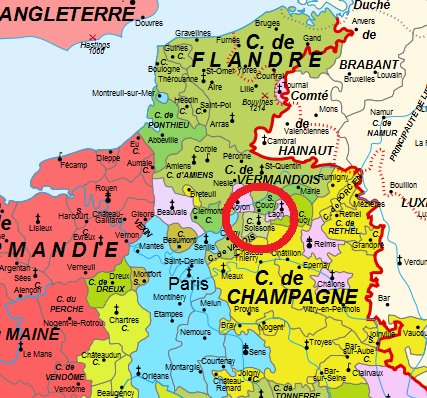
Графство Суассон в 1180 году

Гильом Бюзак (фр. Guillaume Busac; около 1020—1076) — граф Суассона с 1057 года (по правам жены). Возможно, какое-то время был графом Э.

## Биография
Гильом — сын первого графа Э Гильома и Лесцелины де Турвиль. Прозвище Бюзак приводит нормандский хронист Роберт де Ториньи.
По мнению некоторых историков (David Crouch, François Neveux, Pierre Bauduin), Гильом Бюзак был старшим сыном и после смерти отца унаследовал его графство, но лишился владений после того, как около 1057 года восстал против нормандского герцога Ричарда II. Дэвид Дуглас, напротив, утверждал, что старшим сыном был Роберт.
Приблизительно в 1057 году Гильом Бюзак прибыл ко двору французского короля Генриха I, от которого получил в жёны наследницу графства Суассон Аделу (Аделаиду). Таким образом он по правам жены в 1057 году стал графом Суассона и основателем династии, угасшей в 1148 году со смертью графа Рено III.
Детьми Гильома Бюзака и Аделы были:
- Рено II (умер в 1099), граф Суассона
- Жан (умер не ранее 1115), граф Суассона
- Манассе (умер в 1108) — епископ Камбре (с 1095 года), епископ Суассона (с 1103 года)
- дочь, жена Ива де Неля.